# بيث ميتلاند
بيث ميتلاند (بالإنجليزية: Beth Maitland)‏ هي ممثلة أمريكية، ولدت في 12 مايو 1958 في رابيد سيتي في الولايات المتحدة. من الجوائز التي نالتها Daytime Emmy Award for Outstanding Supporting Actress in a Drama Series ‏.

## جوائز
- Daytime Emmy Award for Outstanding Supporting Actress in a Drama Series [الإنجليزية]‏

## وصلات خارجية
- الموقع الرسمي
- بيث ميتلاند على موقع IMDb (الإنجليزية)
- بيث ميتلاند على موقع ألو سيني (الفرنسية)
- بيث ميتلاند على موقع أول موفي (الإنجليزية)
- بيث ميتلاند على موقع قاعدة بيانات الأفلام السويدية (السويدية)
- بيث ميتلاند على موقع ديسكوغز (الإنجليزية)
- بيث ميتلاند على موقع قاعدة بيانات الفيلم (الإنجليزية)
- بيث ميتلاند على موقع كينوبويسك (الروسية)